# ماونت ریپوز (اوهایو)
ماونت ریپوز (به انگلیسی: Mount Repose) یک منطقهٔ مسکونی در ایالات متحده آمریکا است که در شهرستان کلرمونت، اوهایو واقع شده‌است. ماونت ریپوز ۵٫۳ کیلومتر مربع مساحت و ۴٬۶۷۲ نفر جمعیت دارد و ۲۶۳ متر بالاتر از سطح دریا واقع شده‌است.